# Willie Cook
Willie Cook (Tangipahoa, 11 november 1923 - Stockholm, 22 september 2000) was een Amerikaanse jazz-trompettist. Hij is waarschijnlijk het meest bekend door zijn spel in het orkest van Duke Ellington.
Cook groeide op in Chicago en speelde aanvankelijk ook viool, maar koos uiteindelijk voor de trompet. Eind jaren dertig speelde hij in de band van King Perry en in het begin van de jaren veertig bij Jay McShann. In 1942 had hij kort een eigen groep, daarna keerde hij terug naar McShann. Van 1943 tot 1948 speelde hij in het orkest van Earl Hines, waarvoor hij ook arrangementen schreef. In 1948 was hij bij Edwin Wilcox en daarna bij Dizzy Gillespie (1948-1950) en Jimmie Lunceford (1949). In het begin van de jaren vijftig werkte hij met Ella Fitzgerald en Johnny Hodges en in 1951 begon zijn tijd bij Duke Ellington. Hij speelde met Ellington op het beroemde Newport Jazz Festival in 1956 en in 1959 toerde hij met de band in Europa. In die periode maakte hij enkele uitstapjes: zo speelde hij met B.B. King en in 1957 met pianist Billy Taylor. Ook in de periode 1960-1961 werkte hij met Ellington en vanaf 1969 tot aan het overlijden van de orkestleider. In de jaren ertussen freelancede Cook. In de jaren zeventig trok hij zich enkele jaren voor een deel terug uit de jazz (1974-1978) en toen hij terugkwam speelde hij af en toe bij Count Basie en Clark Terry (1978). In 1982 toerde hij in Zweden, waar hij uiteindelijk een Zweedse dame trouwde en ging wonen. Hij werkte met Zweedse bands, waaronder de band van Gugge Hedrenius en de Danish Radio Big Band. Hij speelde met Alice Babs en Ernie Wilkins en had ook enkele eigen bands.

## Discografie
- Christl Mood (Willie Cook & the Young Swedes), Phontastic, 1984